# Teorema de De Bruijn

Un coloreado de los cubos unitarios en una caja de que puede usarse para demostrar la imposibilidad de rellenarla con ladrillos de, ya que cada ladrillo colocado dentro de la caja siempre cubriría 4 cubos blancos y 4 cubos negros, pero la caja contiene 8 cubos blancos más que negros

En un artículo de 1969, el matemático holandés Nicolaas Govert de Bruijn demostró varios resultados sobre cómo empaquetar ladrillos rectangulares congruentes (de cualquier dimensión) en cajas rectangulares más grandes, de tal manera que no quede espacio entre ellos. Uno de estos resultados se conoce ahora como teorema de De Bruijn. Según este teorema, un «ladrillo armónico» (uno en el que la longitud de cada lado es un múltiplo del siguiente lado más pequeño) solo se puede empaquetar de forma compacta en una caja cuyas dimensiones sean múltiplos de las dimensiones del ladrillo.

## Ejemplo
De Bruijn se vio obligado a demostrar este resultado después de que su hijo, que entonces tenía siete años, F. W. de Bruijn, no pudiera empaquetar ladrillos de dimensión {\displaystyle 1\cdot 2\cdot 4} en un cubo que medía {\displaystyle 6\cdot 6\cdot 6}. El cubo tiene un volumen igual al de {\displaystyle 27} ladrillos, pero solo se pueden empaquetar en él {\displaystyle 26} ladrillos. Una forma de ver esto es dividir el cubo en {\displaystyle 27} cubos más pequeños de tamaño {\displaystyle 2\cdot 2\cdot 2} coloreados alternativamente en blanco y negro. Esta coloración tiene más celdas unitarias de un color que del otro, pero con esta coloración cualquier ubicación de un ladrillo de {\displaystyle 1\cdot 2\cdot 4} debe tener el mismo número de celdas de cada color. Por lo tanto, cualquier alicatado mediante ladrillos también debería tener el mismo número de celdas de cada color, algo que es imposible. El teorema de De Bruijn demuestra que un empaquetado perfecto (sin huecos) con estas dimensiones es imposible, de una manera más general que se aplica a muchas otras dimensiones de ladrillos y cajas.

## Cajas que son múltiplos del ladrillo
Supóngase que una caja rectangular de dimensiones {\displaystyle d} (matemáticamente un cuboide) tiene longitudes laterales enteras {\displaystyle A_{1}\cdot A_{2}\cdot \dotso \cdot A_{d}} y un ladrillo tiene longitudes {\displaystyle a_{1}\cdot a_{2}\cdot \dotso \cdot a_{d}}. Si los lados del ladrillo se pueden multiplicar por otro conjunto de números enteros {\displaystyle b_{i}} de modo que {\displaystyle a_{1}b_{1},a_{2}b_{2},\dots a_{d}b_{d}} sea una permutación de {\displaystyle A_{1},A_{2},\dots ,A_{d}}, la caja se llama "múltiplo" del ladrillo. Entonces, la caja se puede llenar con dichos ladrillos de forma trivial, con todos los ladrillos orientados de la misma manera.

## Generalización
No todos los empaquetdos incluyen cajas cuyas sus dimensiones son todas múltiplos de las de los ladrillos. Por ejemplo, como observó De Bruijn, una caja rectangular de {\displaystyle 5\cdot 6} se puede llenar con ladrillos rectangulares de {\displaystyle 2\cdot 3}, aunque no con todos los ladrillos orientados de la misma manera. Sin embargo, de Bruijn (1969) demostró que si los ladrillos pueden llenar la caja, entonces al menos uno de los {\displaystyle A_{i}} es un múltiplo de cada {\displaystyle a_{i}.} En el ejemplo anterior, el lado de longitud {\displaystyle 6} es un múltiplo de {\displaystyle 2} y de {\displaystyle 3}.

## Ladrillos armónicos
El segundo de los resultados de De Bruijn, el llamado teorema de De Bruijn, se refiere al caso en el que cada lado del ladrillo es un múltiplo entero del siguiente lado más pequeño. De Bruijn llama "armónico" a un ladrillo con esta propiedad. Por ejemplo, los ladrillos más utilizados en EE. UU. tienen dimensiones {\displaystyle 2{\tfrac {1}{4}}\cdot 4\cdot 8} (en pulgadas), que no son armónicas, pero un tipo de ladrillo vendido como "ladrillo romano" tiene dimensiones armónicas {\displaystyle 2\cdot 4\cdot 12}.
El teorema de De Bruijn establece que, si un ladrillo armónico se empaqueta en una caja, entonces la caja debe ser un múltiplo del ladrillo. Por ejemplo, el ladrillo armónico tridimensional con longitudes de lados 1, 2 y 6 solo se puede empaquetar en cajas en las que uno de los tres lados sea múltiplo de seis y uno de los dos lados restantes sea par. Los empaquetados de un ladrillo armónico en una caja pueden implicar copias del ladrillo que giran entre sí. Sin embargo, el teorema establece que las únicas cajas que se pueden empaquetar de esta manera son las cajas que también se pueden empaquetar mediante traslaciones del ladrillo.
Boisen (1995) ideó una demostración alternativa del caso tridimensional del teorema de De Bruijn, basada en el álgebra de polinomios.

## Ladrillos no armónicos
El tercero de los resultados de De Bruijn es que, si un ladrillo no es armónico, entonces hay una caja que se puede llenar y que no es un múltiplo del ladrillo. El embalaje del ladrillo {\displaystyle 2\cdot 3} en la caja de {\displaystyle 5\cdot 6} proporciona un ejemplo de este fenómeno.

Una caja de, rellenada con ladrillos de, para el caso de y

En el caso bidimensional, el tercero de los resultados de De Bruijn es fácil de visualizar. Una caja con dimensiones {\displaystyle A_{1}=a_{1}} y {\displaystyle A_{2}=a_{1}\cdot a_{2}} es fácil de rellenar con {\displaystyle a_{1}} ladrillos de dimensiones {\displaystyle a_{1},a_{2}}, colocados unos al lado de los otros. Por la misma razón, una caja con dimensiones {\displaystyle A_{1}=a_{1}\cdot a_{2}} y {\displaystyle A_{2}=a_{2}} también es fácil de empaquetar con el mismo tipo de ladrillos. Al girar una de estas dos cajas para que sus lados largos queden paralelos y colocarlas una al lado de la otra, se empaqueta una caja más grande con {\displaystyle A_{1}=a_{1}+a_{2}} y {\displaystyle A_{2}=a_{1}\cdot a_{2}}. Esta caja más grande es un múltiplo del ladrillo si y solo si el ladrillo es armónico.